# SD Gundam: SD Sengokuden - Kunitori Monogatari
SD Gundam: SD Sengokuden - Kunitori Monogatari (SDガンダム SD戦国伝 国盗り物語) est un jeu vidéo de stratégie développé et édité par Bandai en mars 1990 sur Game Boy. C'est une adaptation en jeu vidéo de la série basée sur l'anime Mobile Suit Gundam et notamment Super Deformed Gundam et sa « sous-franchise » SD Sengokuden. C'est le premier opus d'une série de trois jeux vidéo.

## Série
1. SD Gundam: SD Sengokuden - Kunitori Monogatari
2. SD Gundam: SD Sengokuden 2 - Tenka Touitsu Hen : 1992, Game Boy
3. SD Gundam: SD Sengokuden 3 - Chijou Saikyou Hen : 1992, Game Boy